# SpinART Records
SpinART Records var ett amerikanskt skivbolag med bas i New York. Skivbolaget grundades 1991 och har bland annat släppt musik av The Apples in Stereo, Clem Snide, Frank Black och Michael Penn.
Skivbolaget gick i konkurs 2007.

## Artister
- Apollo Sunshine
- The Apples in Stereo
- Augie March
- Eef Barzelay
- Bis
- Black Francis/Frank Black
- Bunny Summer
- Vic Chesnutt
- Cinerama
- Clem Snide
- creeper lagoon
- cub
- The Dambuilders
- The Dears
- Detachment Kit
- Eels
- Elf Power
- Eyes Adrift
- Jason Falkner
- Fastbacks
- Flashing Lights
- Bill Fox
- Halo Bit
- Hank Dogs
- Head of Femur
- Hockey Night
- Holiday
- Hot IQs
- Bill Janovitz
- John Doe Thing
- KaitO UK
- Tommy Keene
- The Lilac Time
- The Lilys
- Lotion
- Marbles
- Mazarin
- MC Honky
- Minders
- Nellie McKay
- Monsterland
- Orange Peels
- Michael Penn
- Pixies
- Poole
- Poster Children
- Regia
- The Revelers
- Small Factory
- Squatweiler
- Suddenly, Tammy!
- The Sunshine Fix
- The Technical Jed
- Throw That Beat in the Garbagecan
- Trampoline
- Trashcan Sinatras
- Wedding Present
- White Town
- You Am I
- Zeke Fiddler